# 100 Gewehre
100 Gewehre (Originaltitel: 100 Rifles) ist ein US-amerikanischer Western von Tom Gries aus dem Jahr 1969 mit Jim Brown, Raquel Welch und Burt Reynolds in den Hauptrollen. Als Vorlage diente ein drei Jahre zuvor erschienener Roman von Robert MacLeod.

## Handlung
Der mexikanisch-indianische Revolutionär Yaqui Joe Herrera raubt 1912 eine amerikanische Bank aus und flieht mit den erbeuteten 6.000 Dollar nach Mexiko, um die Revolution zu unterstützen. Doch der farbige amerikanische Gesetzeshüter Lyedecker soll ihn aufspüren und das Geld (annähernd 200.000 Dollar in heutiger Rechnung) sicherstellen. Schon bald werden die beiden von der mexikanischen Polizei und dem Militär verfolgt. Der ehrgeizige General Verdugo führt einen erbarmungslosen Vernichtungskampf gegen die Yaqui-Indianer. Die Mexikanerin Sarita kommt den beiden zu Hilfe, und so geraten die drei mitten hinein in den Volkswiderstand gegen das despotische Militärregime Mexikos. Mit Lyedeckers List, Joes Mut und Saritas weiblichen Vorzügen gelingt es, einen Zug in den Besitz der Revolutionäre zu bringen, mit dessen Hilfe dann in Nolega, wo Verdugo residiert, die Heerschar der Revolutionäre zum finalen Kampf eingefahren werden kann.

## Kritik
„Sozialkritisch eingefärbter Western mit hervorragenden Actionszenen und einer Fülle teils melodramatischer Nebenhandlungen.“ schrieb das Lexikon des internationalen Films. Die New York Times beschreibt den Film als laut, verworren und triumphal leer, in dem die drei Hauptdarsteller in ihren Rollen meist durch die bemerkenswerte, ausgedörrte Landschaft stapfen würden, um der Verfolgung durch Fernando Lamas zu entgehen. Brillant und witzig inszeniert Gries seine Actionszenen, während die Auseinandersetzungen zwischen Rassen und Nationalitäten etwas penetrant den Zeitgeschmack huldigen, so Joe Hembus.

## Hintergrund
Die Premiere fand in den USA am 26. März 1969 statt. In Deutschland war der Film erstmals am 5. April 1969 in den Kinos zu sehen.
Gedreht wurde der Western in Almería, Spanien.
Die Szenen mit Akim Tamiroff als General wurden aus dem fertigen Film herausgeschnitten.